# Petit v culbuté suscrit
Le petit v culbuté suscrit est une signe diacritique vocalique de l’alphabet arabe utilisé au Tchad notamment dans l’écriture du maba.

## Utilisation
Le petit v culbuté suscrit représente une voyelle ɔ dans l’alphabet national tchadien, par exemple en maba dans le mot ‹ ݝٛون › ŋoon, « éléphant ».